# Géologie de l'île de Gotland

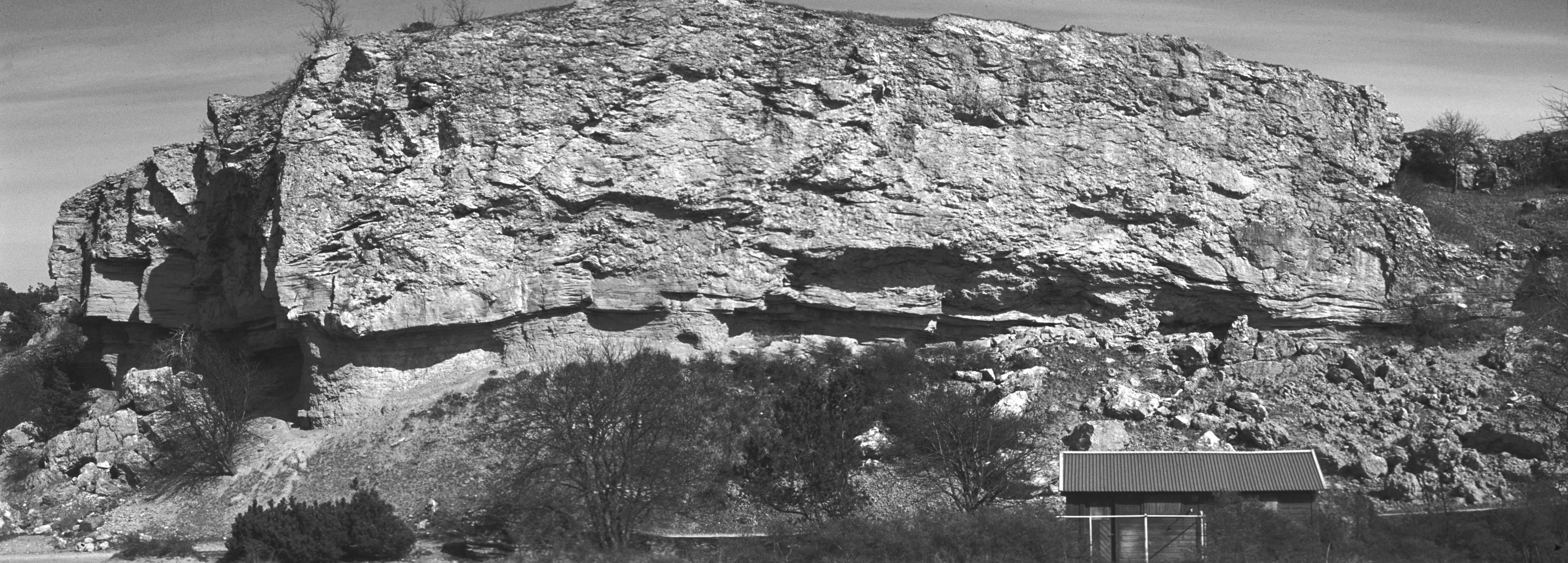
Une massif récifal silurien de l'île de Gotland, de la formation de Sundre.

La géologie de l'île de Gotland présente une séquence sédimentaire d'âge silurien, dont le pendage des couches est au sud-ouest. La succession principale silurienne est constituée d'alternances de marnes et de calcaires, distribuées sur 13 unités de 200  à   500 m d'épaisseur, les séries plus épaisses étant situées au sud. Ces séries recouvrent une série ordovicienne de 125 m d'épaisseur. Les roches sous-jacentes (entre 400  et   500 m sous le niveau de la mer) appartiennent au bouclier d'âge précambrien.

## Explications
Les roches sédimentaires du silurien se sont déposées dans des environnements équatoriaux de mer chaude, salée et peu profonde, en bordure continentale. La profondeur de ces mers n'a apparemment jamais excédé 175 à 200 m et cette profondeur a diminué progressivement avec l'accumulation de débris récifaux et un apport terrigène continental dans le bassin océanique.
Les séries sédimentaires rapportent plusieurs épisodes de croissance récifale bien représentés, dont les premiers interviennent au cours du Llandovery, alors que la profondeur des mers se situait entre 50  et   100 m. Dans les roches les plus jeunes au sud de l'île, on trouve des grès qui témoignent de la présence de bancs de sable à proximité du paléo-rivage.

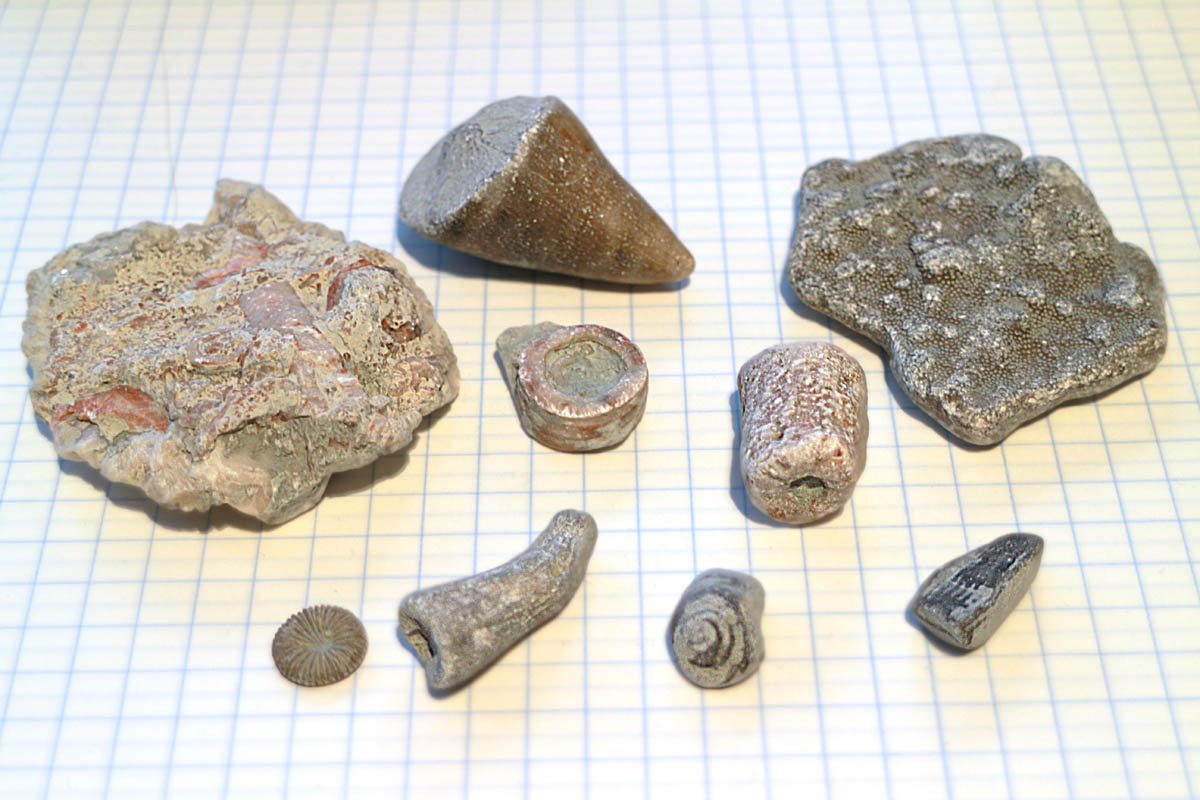
Quelques fossiles de l'île de Gotland (échelle : les carreaux de la feuille mesurent 7 mm).

Avec le temps, les roches calcaires ont été altérées et ont donné des formations karstiques particulières, connues sous le nom de rauks. Chaque paléoenvironnement représenté dans les roches a été toutefois très peu déformé. Les fossiles de coraux rugueux et de brachiopodes sont abondants sur toute l'île.
La qualité du registre sédimentaire permet de retrouver l'enregistrement des signaux relatifs aux extinctions de masse connues pour le silurien, nommément les épisodes d'extinction d'Ireviken, de Mulde et de Lau (d'après le nom de plusieurs paroisses de l'île).

## Éléments stratigraphiques

Carte géologique de l'île de Gotland. Les strates de Burgsvik sont mis en surbrillance en bleu, le Klinteberg en gris foncé.

L'île est composée des formations suivantes, listées de la plus jeune à la plus ancienne (c'est-à-dire du nord au sud).
- Formation de Sundre – Ludlow (Silurien supérieur)
- Formation de Hamra
- Formation de Burgsvik – apports terrigènes; déposés au cours d'un épisode de régression marine
- Formation de Eke
- Formation de Hemse
- Formation de Klinteberg
- Formation de Fröjel – apports terrigènes; également déposé au cours d'une régression marine, dont la partie supérieure a été érodée.
- Formation de Halla
- Formation de Slite
- Formation de Visby
- Formation de Tofta
- Formation de Högklint[6]

## Géologie du Quaternaire

Le lac Ancylus il y a 8700 ans, le reste du glacier scandinave figuré en blanc : à cette époque, presque toute l'île a été submergée.

L'érosion ayant donné des surfaces relativement planes, le relief de l'île est peu prononcé, avec des portions plus hautes calcaires (plus résistant à l'érosion) et des portions plus basses qui sont marneuses. Une autre caractéristique de l'île est que le relief est plus important au nord-est qu'au sud-ouest.
Durant les grandes glaciations du Quaternaire, l'île de Gotland a été recouverte par la calotte glaciaire. Les effets du l'érosion glaciaire quaternaire ne sont pas aussi visibles dans l'île de Gotland comme elle l'est en Suède sur la partie continentale. La glaciation a cependant laissé de fines couches de blocs argileux très fins. Ces blocs comprennent des roches d'âge Archéen transportés sur une longue distance depuis les régions de la Fennoscandie. Là où la couche de tillites est absent, les surfaces rocheuses sont alors exposées.
À la fin de la dernière glaciation, l'île de Gotland a été entièrement submergée par les eaux de la proto-Mer Baltique. Les transgressions marines Ancylus et Litorina ont laissé des traces sous la forme de plages, de nos jours situées au-dessus niveau de la mer à la suite d'un rebond post-glaciaire et des changements du niveau marin liés au démantèlement de la calotte glaciaire. Contrairement à la Suède, l'île de Gotland héberge de nombreux exemples de processus côtiers actifs.
L'érosion fluviatile est peu représentée sur l'île, le drainage de l'île intervenant par les systèmes de karsts, comprenant également les grottes.

## Aspects économiques

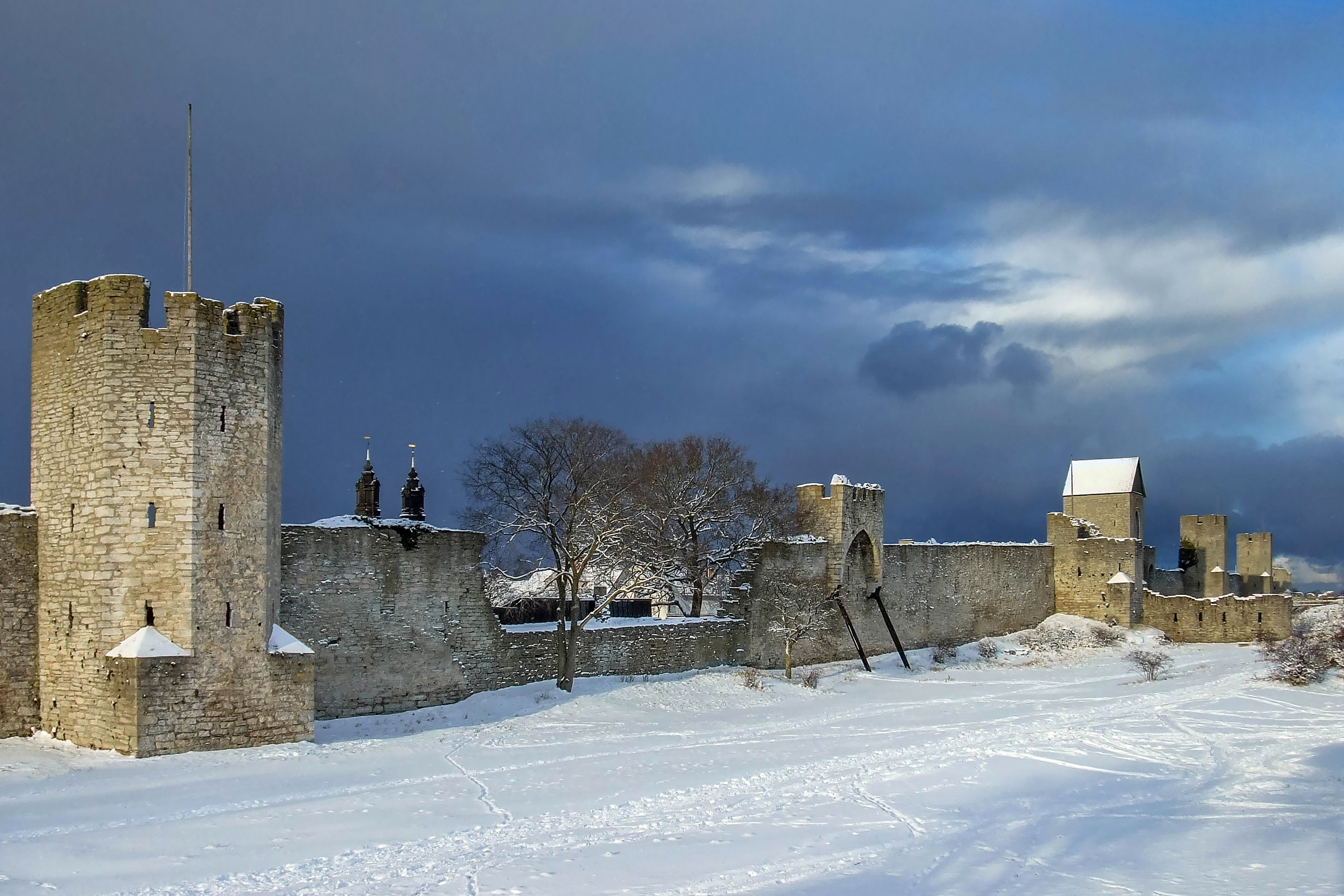
Photo du mur de la ville de Visby, construit à partir de la pierre calcaire locale.

La géologie particulière de l'île de Gotland a conditionné de nombreux aspects de la vie humaine et l'activité économique. Les activités économiques influencées par la géologie comprennent la sylviculture, l'agriculture, la production de ciment et des carrières de pierres de construction.
Au cours de l'ère industrielle, les usines de pâte à papier, les raffineries de sucre et la sidérurgie ont fait appel au calcaire de l'île de Gotland. Le personnel travaillant dans les carrières de l'île de Gotland est toutefois passé d'environ 600 dans le milieu des années 1930, à 350 en 2010. L'ouverture d'une nouvelle carrière de calcaire dans les années 2010, dans le nord de l'île de Gotland a conduit à un important conflit entre les écologistes et ceux qui soutenaient le projet. En avril 2015, ce projet a été mis en attente par les tribunaux suédois jusqu'à ce que le gouvernement suédois prenne une décision.
Des forages pétroliers ont enfin révélé l'existence de pétrole dans les roches du Paléozoïque Inférieur.

### Lectures complémentaires
Pour une reconstruction récente des différents faciès sédimentaires l'île de Gotland, cf page 25 de :
- (en) Samtleben, C.; Munnecke, A.; Bickert, T. (2000). Development of facies and C/O-isotopes in transects through the Ludlow of Gotland: Evidence for global and local influences on a shallow-marine environment. Facies 43 (1): 1–38. DOI 10.1007/BF02536983.